# Suda de Tortosa
El castell de la Suda, conegut també com la Suda de Tortosa, és un dels principals monuments històrics de la ciutat de Tortosa.
Un dels noms que més vegades se citen en la història antiga de Tortosa és la Suda, denominació d'origen àrab que vol dir el mateix que castell o fortalesa. L'actual castell es remunta als primers pobladors de Tortosa; i les cases que hi són adossades són la part de la ciutat que es va edificar primer, emparada per la fortalesa que li serveix de rereguarda.
Segons sembla, quan es va dur a terme la reconquesta, aquell castell estava dividit en tres parts, o, per dir-ho millor, hi havia tres castells independents; perquè en explicar Cristòfor Despuig en els seus Col·loquis les recompenses que el comte Ramon Berenguer IV atorgà als quatre cavallers que foren els primers a assaltar la muralla de la Suda, diu que, a Guillem Ramon I de Montcada, li donà un dels tres castells, que l'altre el donà a Pere de Sentmenat i que el tercer se'l reservà per a ell.

## Història

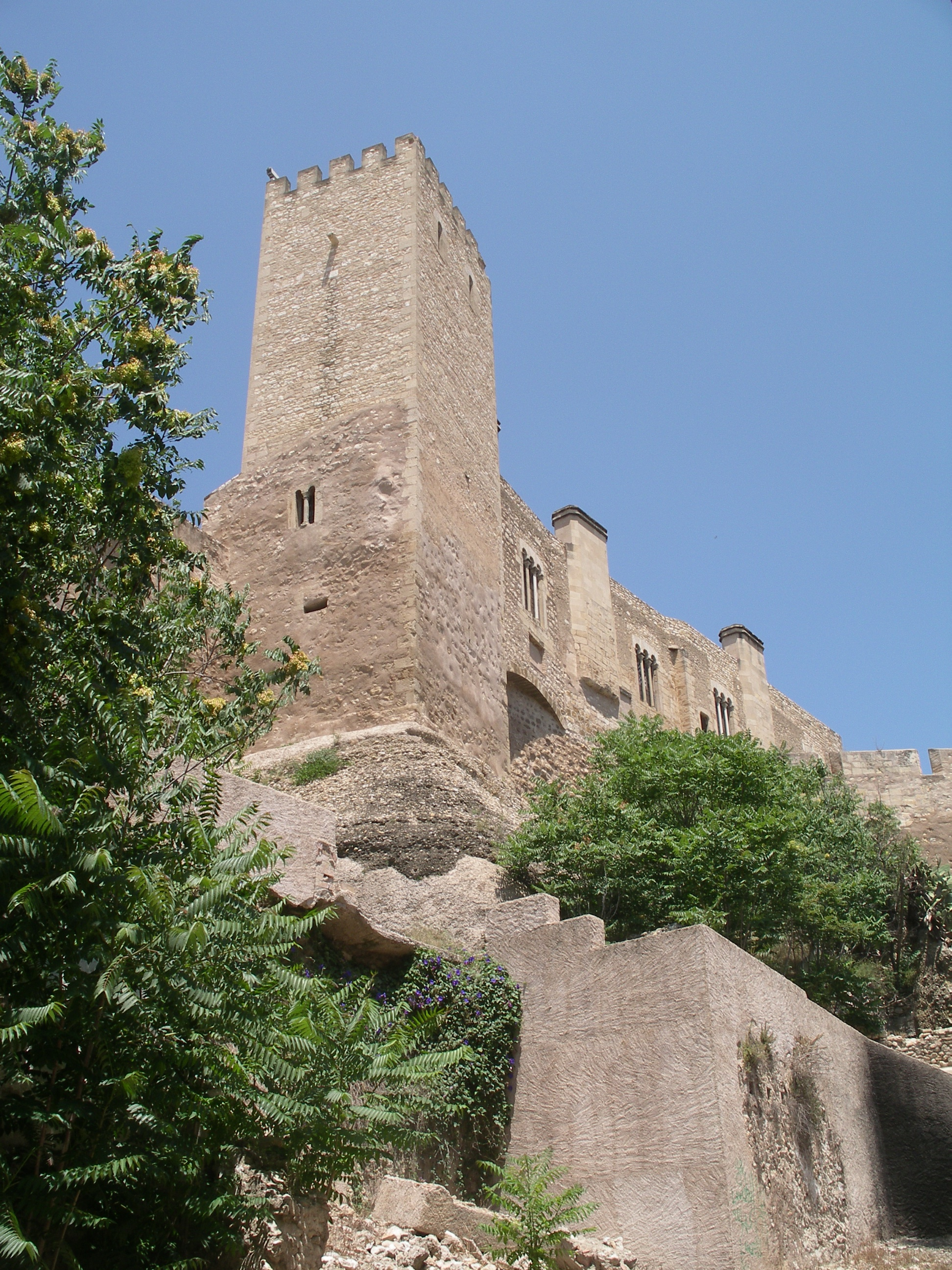
La Suda de Tortosa, amb la torre mestra, des de la pujada que hi porta

Els romans hi aixecaren les primeres estructures emmurallades, però foren els musulmans, sota el califat d'Abderraman III, els qui donaren forma a aquesta fabulosa construcció que pren modernament el nom de la Suda, amb un pou de gran diàmetre i profunditat. Al voltant d'aquest s'articulen unes galeries subterrànies que conserven restes d'un antic molí i dos forns.
Reconquerida la ciutat pel comte Ramon Berenguer IV (desembre de 1148), el castell passa a ser residència dels Montcada i dels Templers com a prova de gratitud per l'ajuda donada durant la batalla.
El rei Jaume I el va escollir com la seva residència favorita i des d'aquí es feren els preparatius per a la reconquesta de Morella, Peníscola i Borriana. Des del 1294, quan Tortosa passa al domini de la Corona, la Suda fou convertida en palau reial i s'hi afegiren noves sales i elements defensius. En l'època en què l'infant Ferran fou marquès de Tortosa, el castell passà a les seves mans, i el 1363 fou recuperat pel rei Pere el Cerimoniós, juntament amb la jurisdicció de la ciutat; en aquest moment s'hi feren importants obres de reforma.
De llavors, l'actual Parador de Turisme encara conserva tres notables xemeneies i quatre grans finestrals característics del millor gòtic català. La fortificació també manté el seu polvorí.

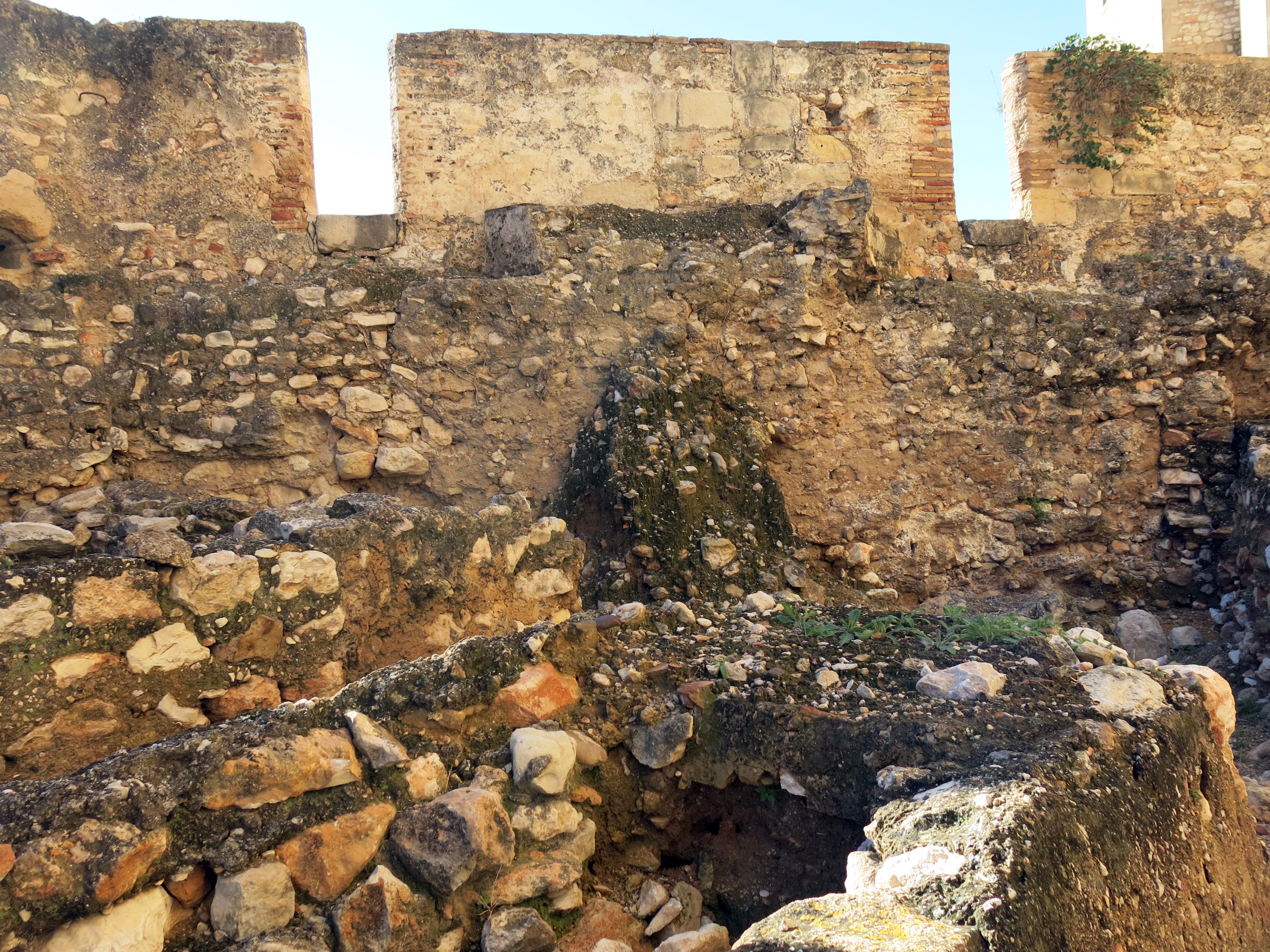
Detall de la necròpolis islàmica de la Suda

Durant l'edat mitjana, el castell fou seu del tribunal de justícia de l'època. Les construccions medievals romanen molt emmascarades per les obres realitzades durant els segles xvii i xviii, en què es van fortificar les dues elevacions adjacents per formar un dispositiu de defensa.
A l'accés al castell es pot contemplar un cementiri musulmà. D'aquest se'n va extreure, el 1972, un epitafi datat del segle x amb referències a un governador, conservat al mateix Parador. També es va recuperar dels enderrocs del castell una tapa d'arqueta funerària, d'escriptura cúfica, on se citen versos de l'Alcorà, avui conservada a la col·lecció de l'Ajuntament de Tortosa.

## Elements arquitectònics

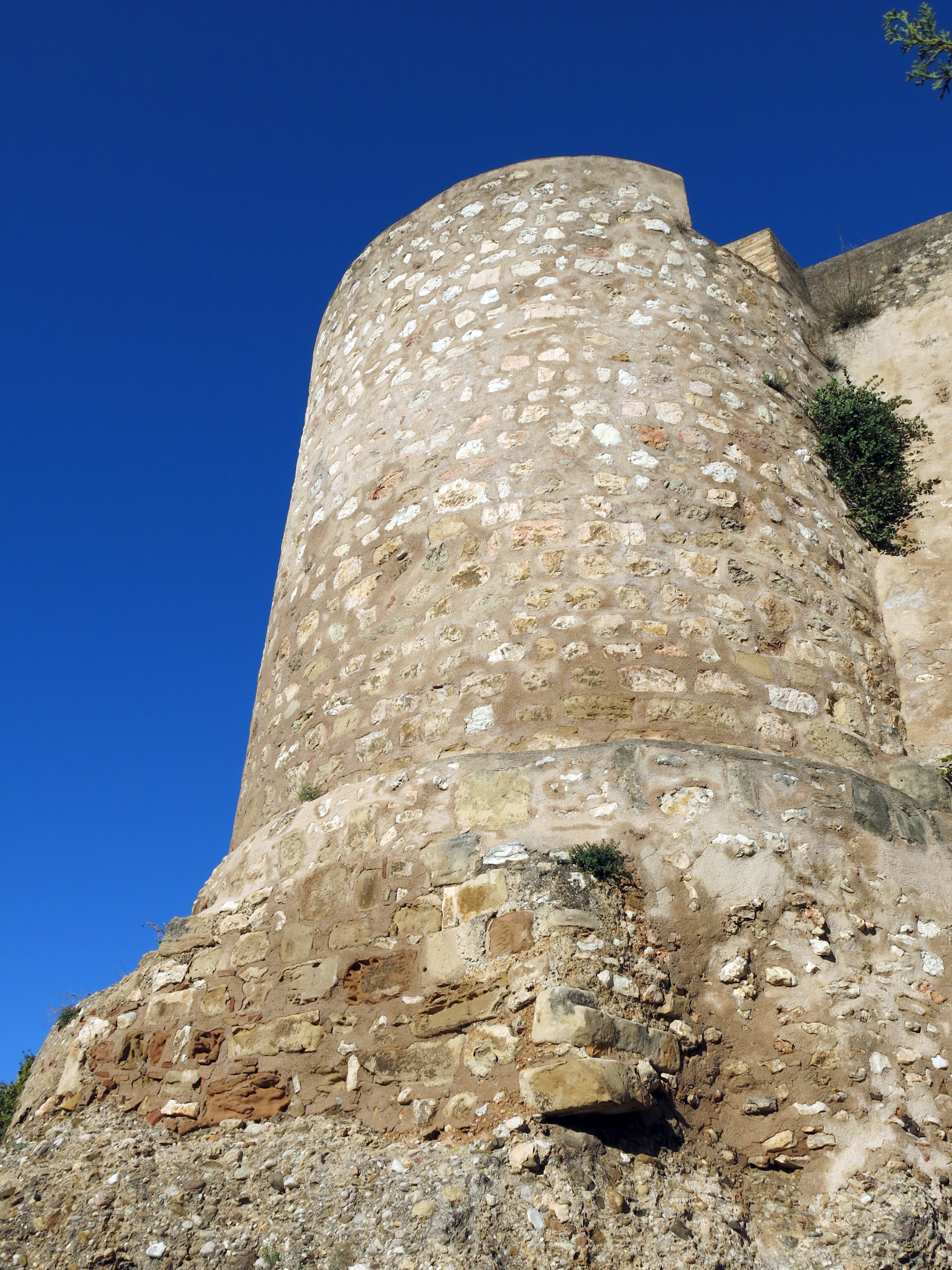
Torre de Túbal, a l'extrem sud-oest
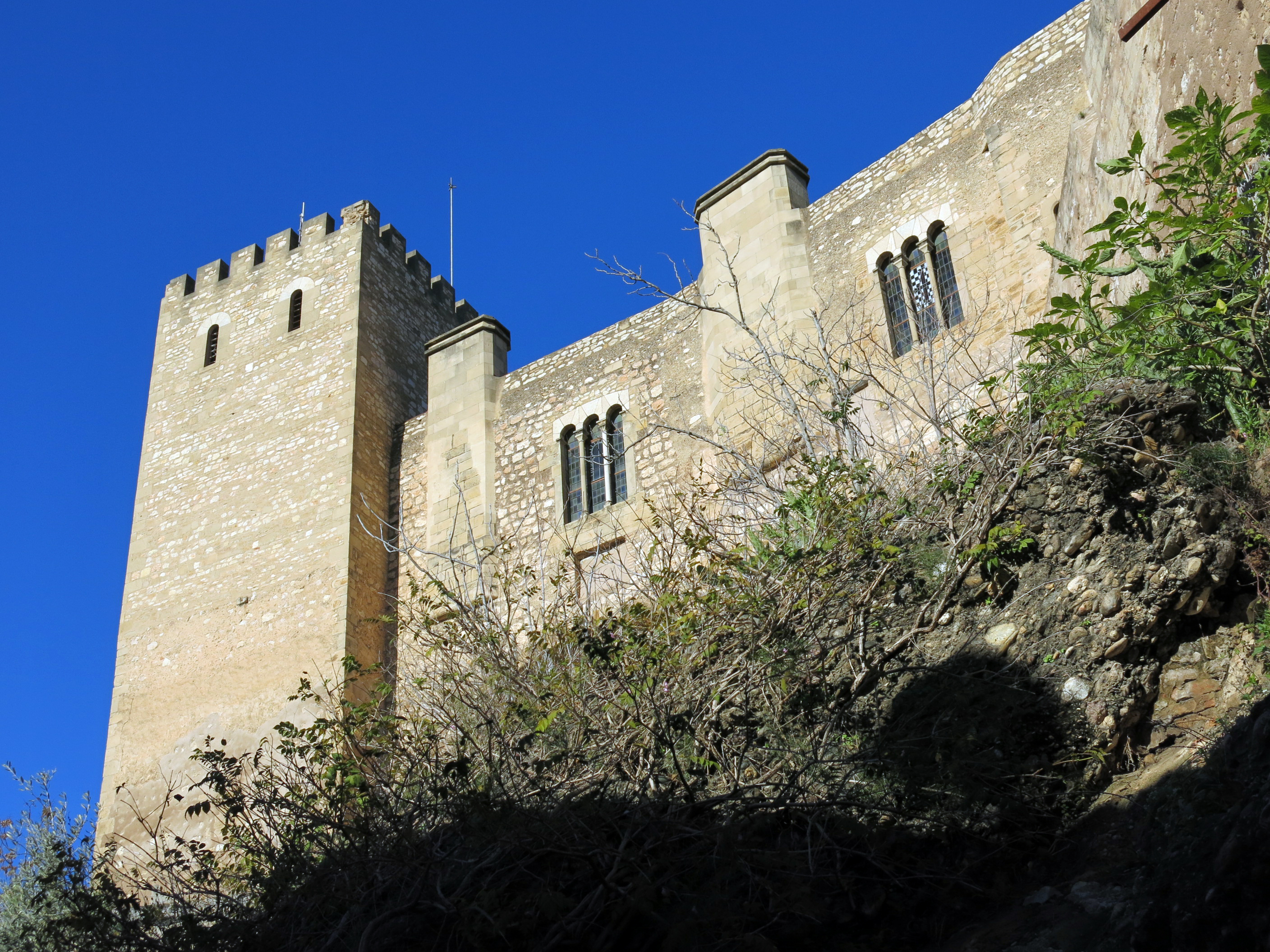
Torre mestra i façana est
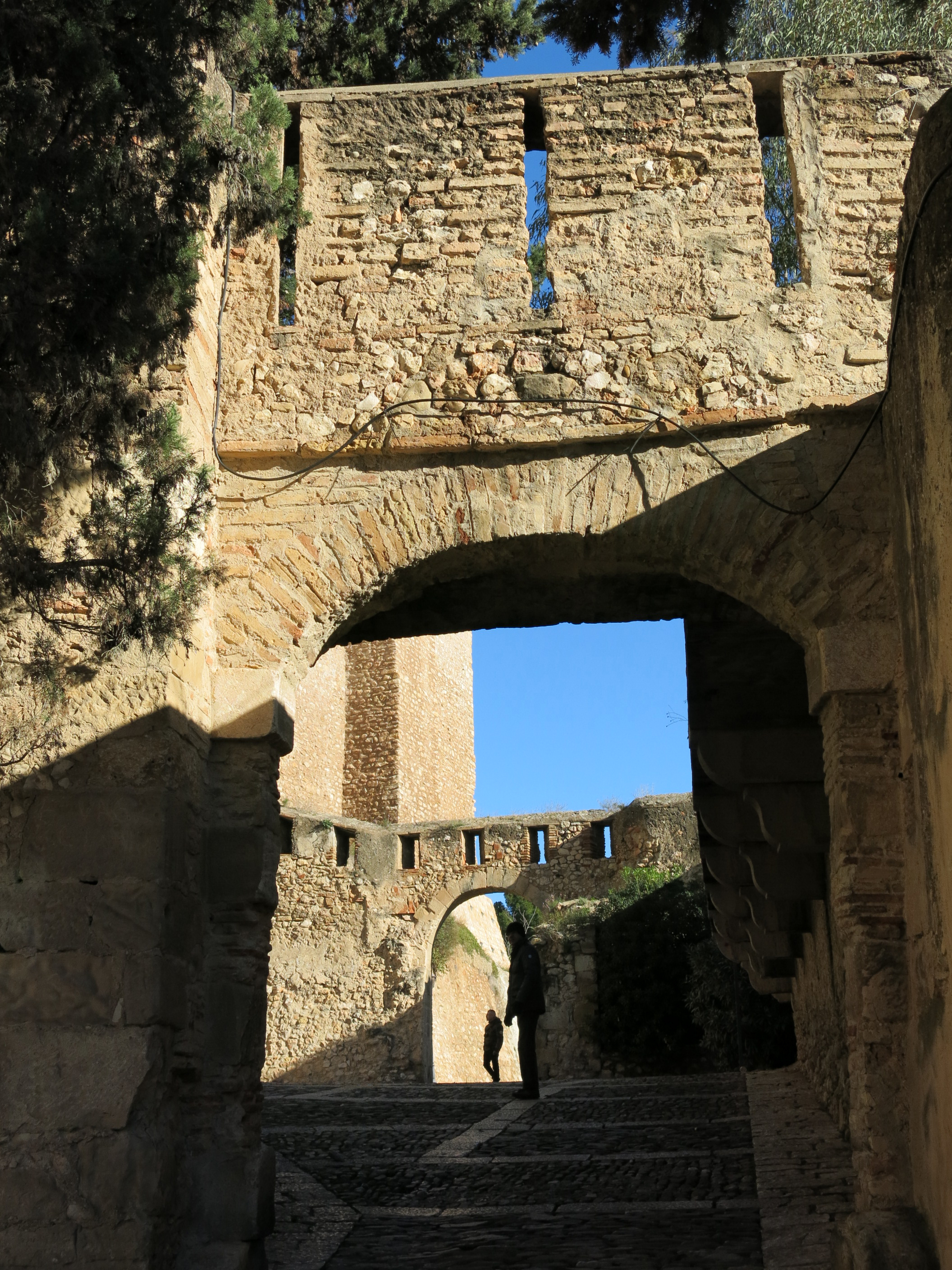
Portals del recinte inferior
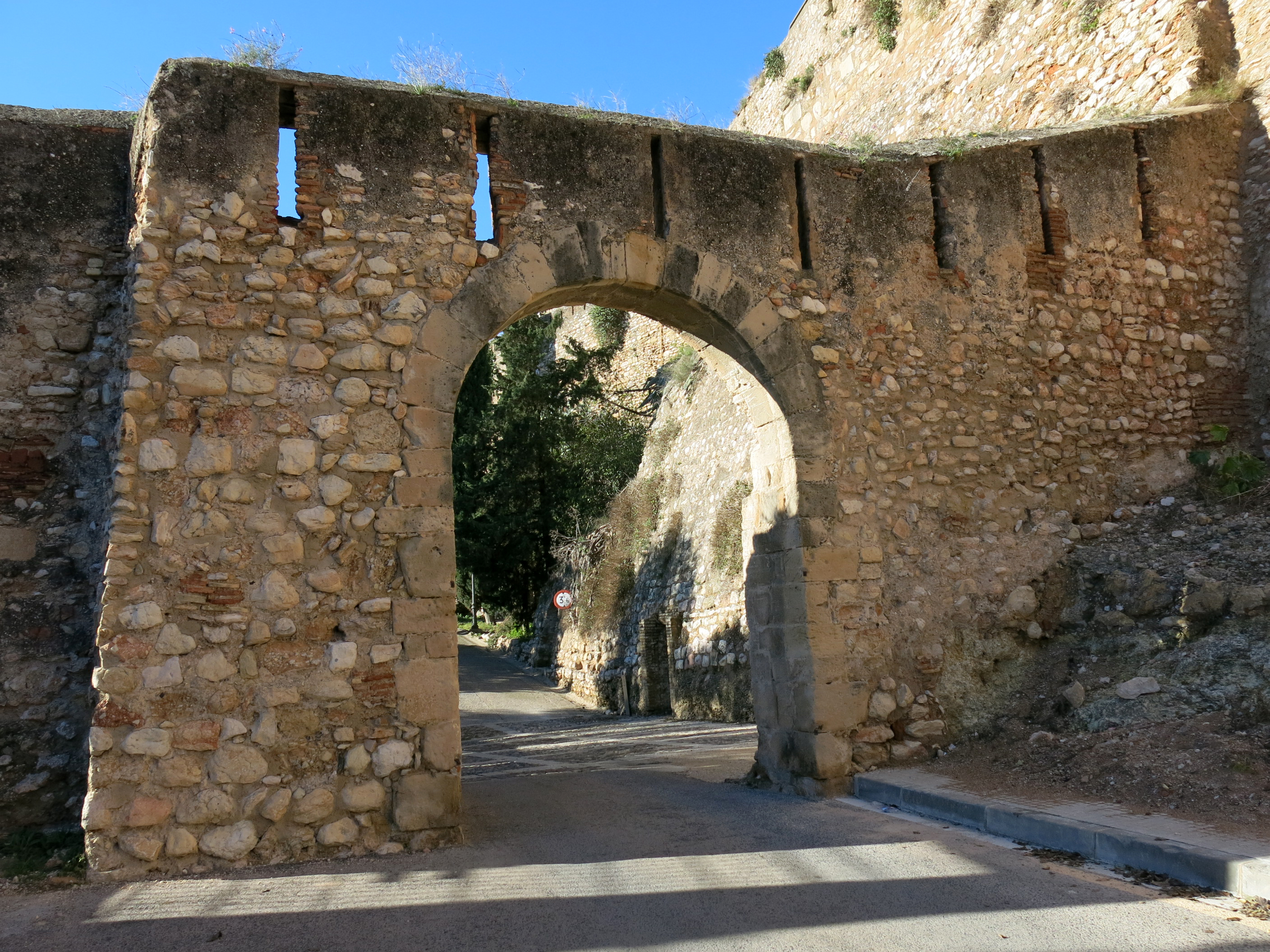
Portal del recinte mitjà
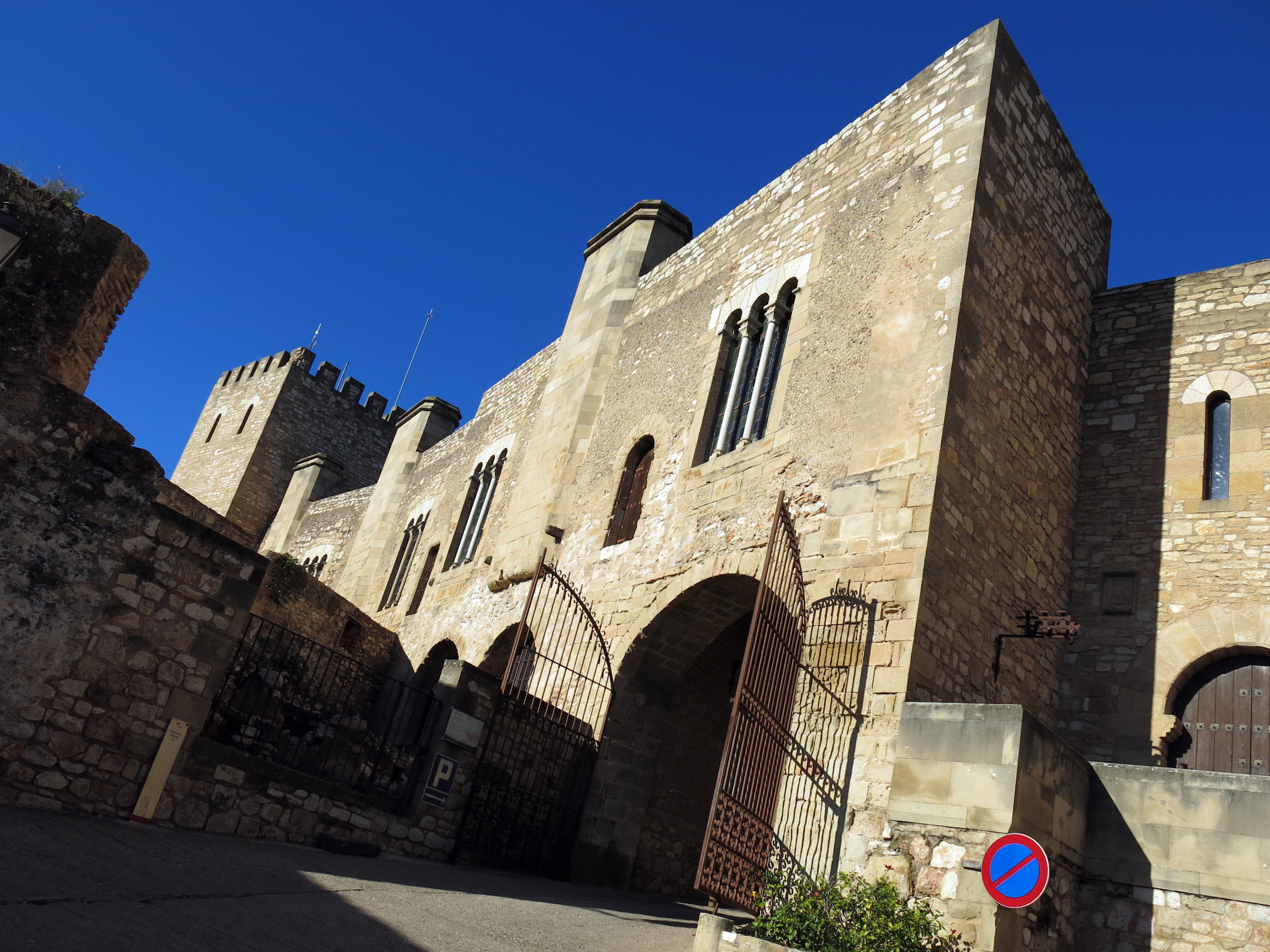
Portal del recinte superior
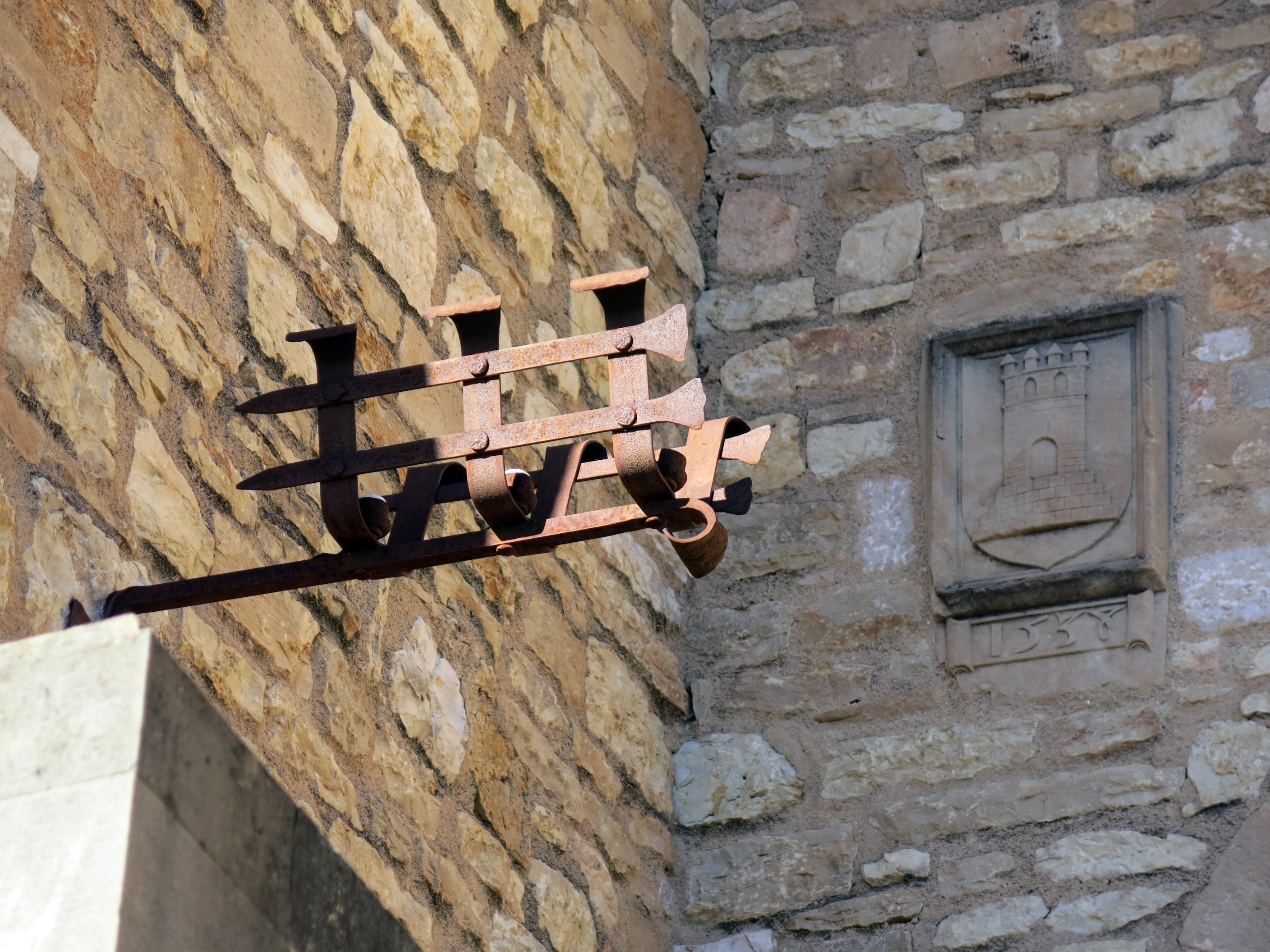
Teiera i escut de la ciutat
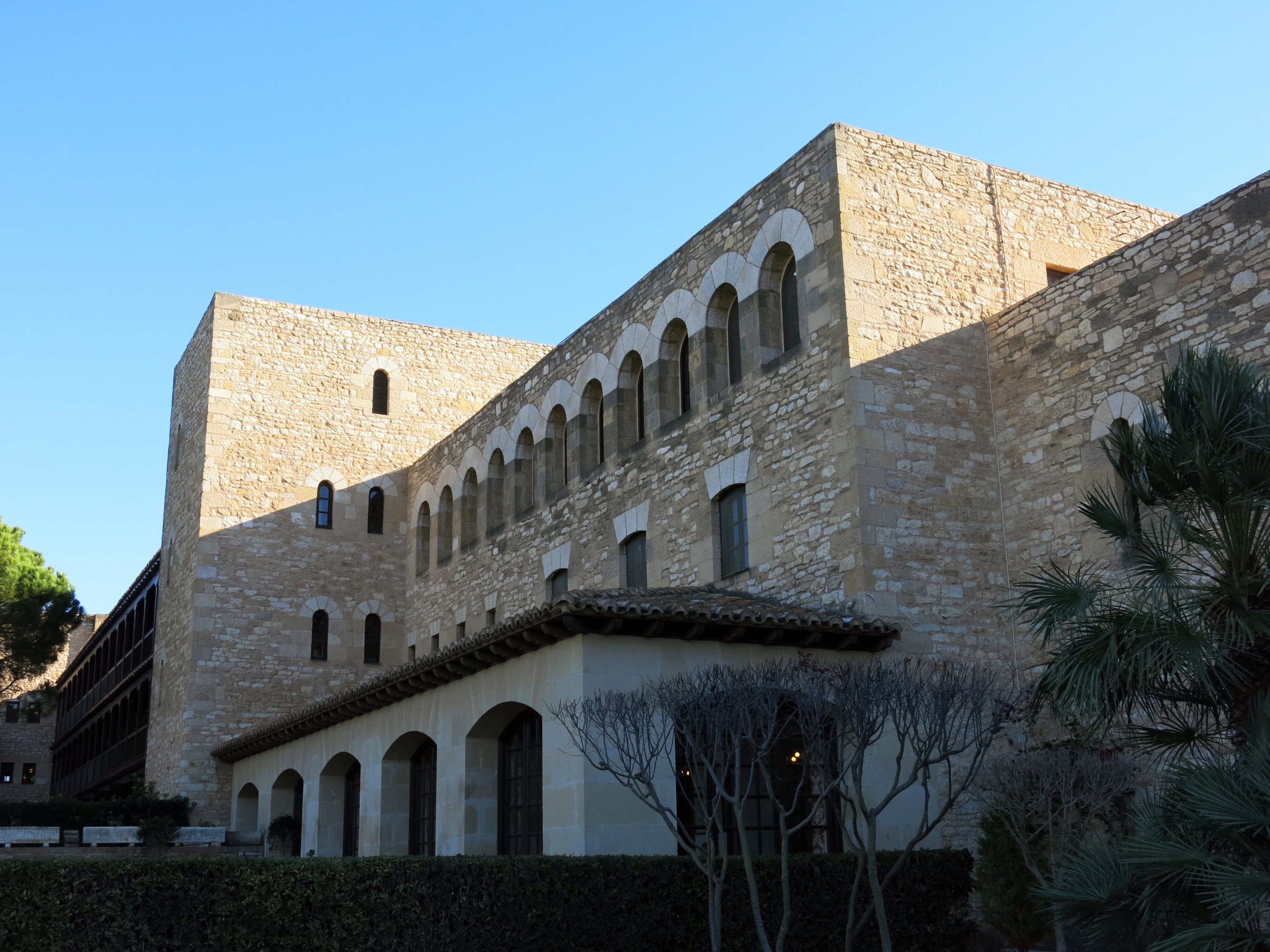
Parador de Turisme
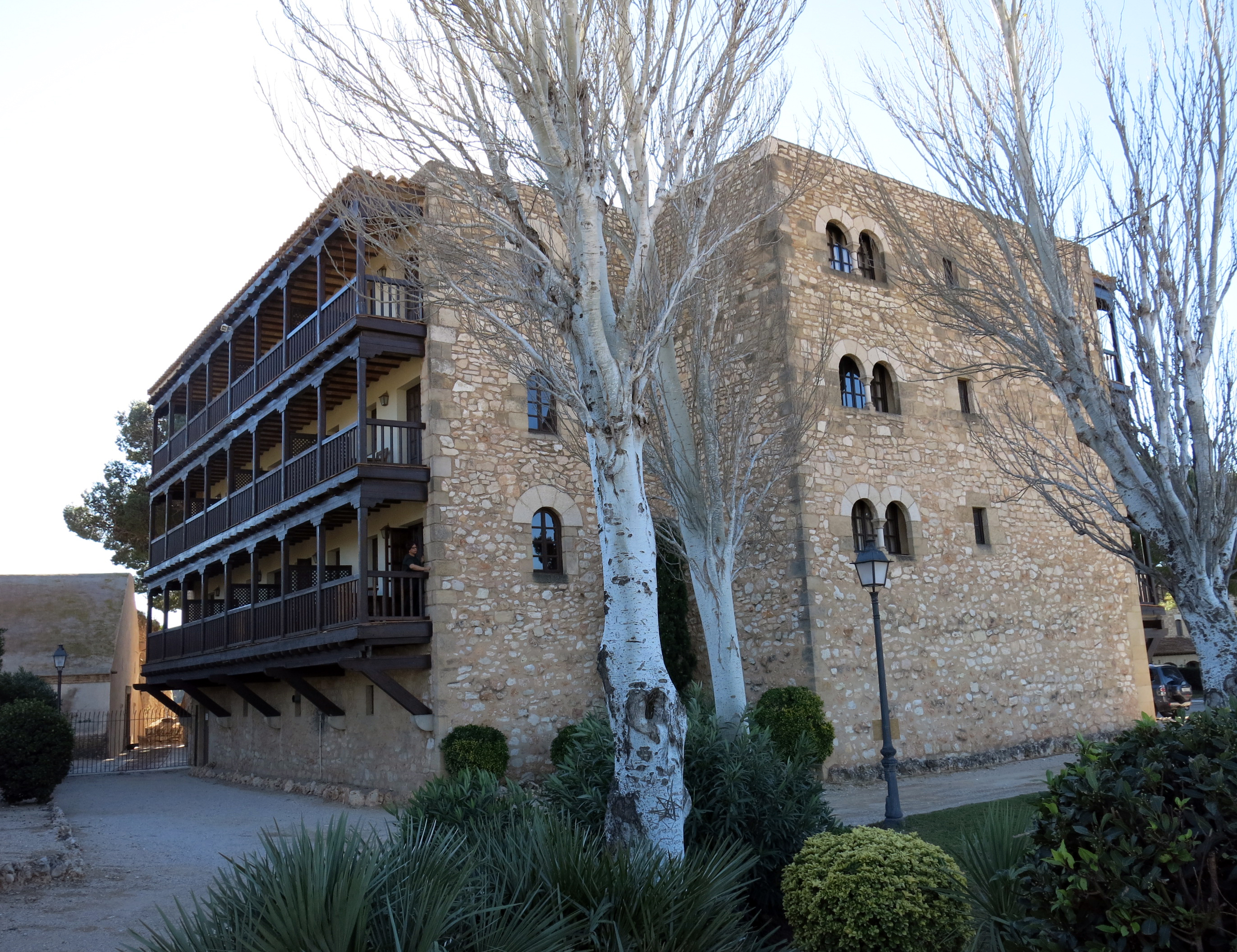
Parador de Turisme
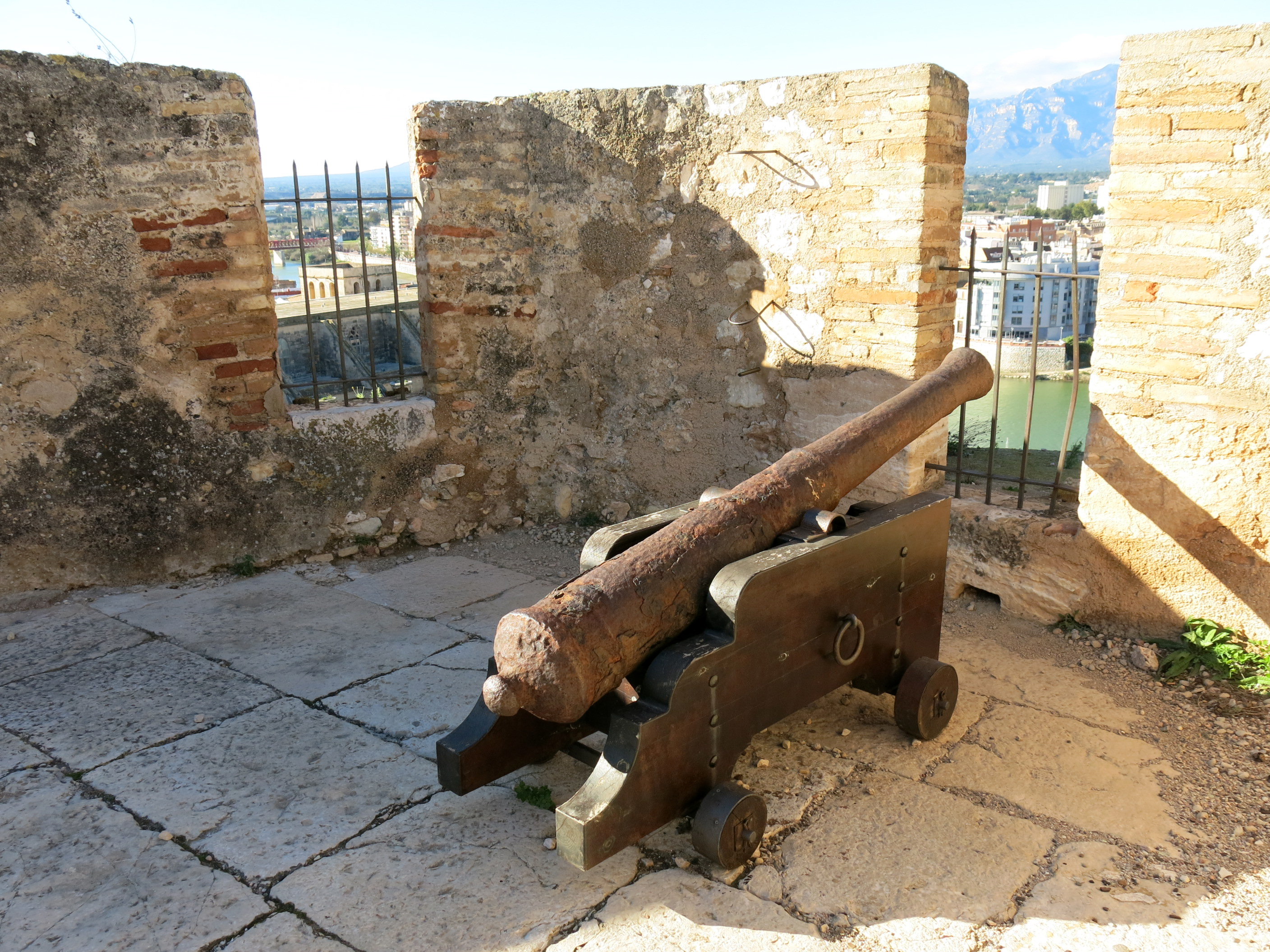
Merlets i canó
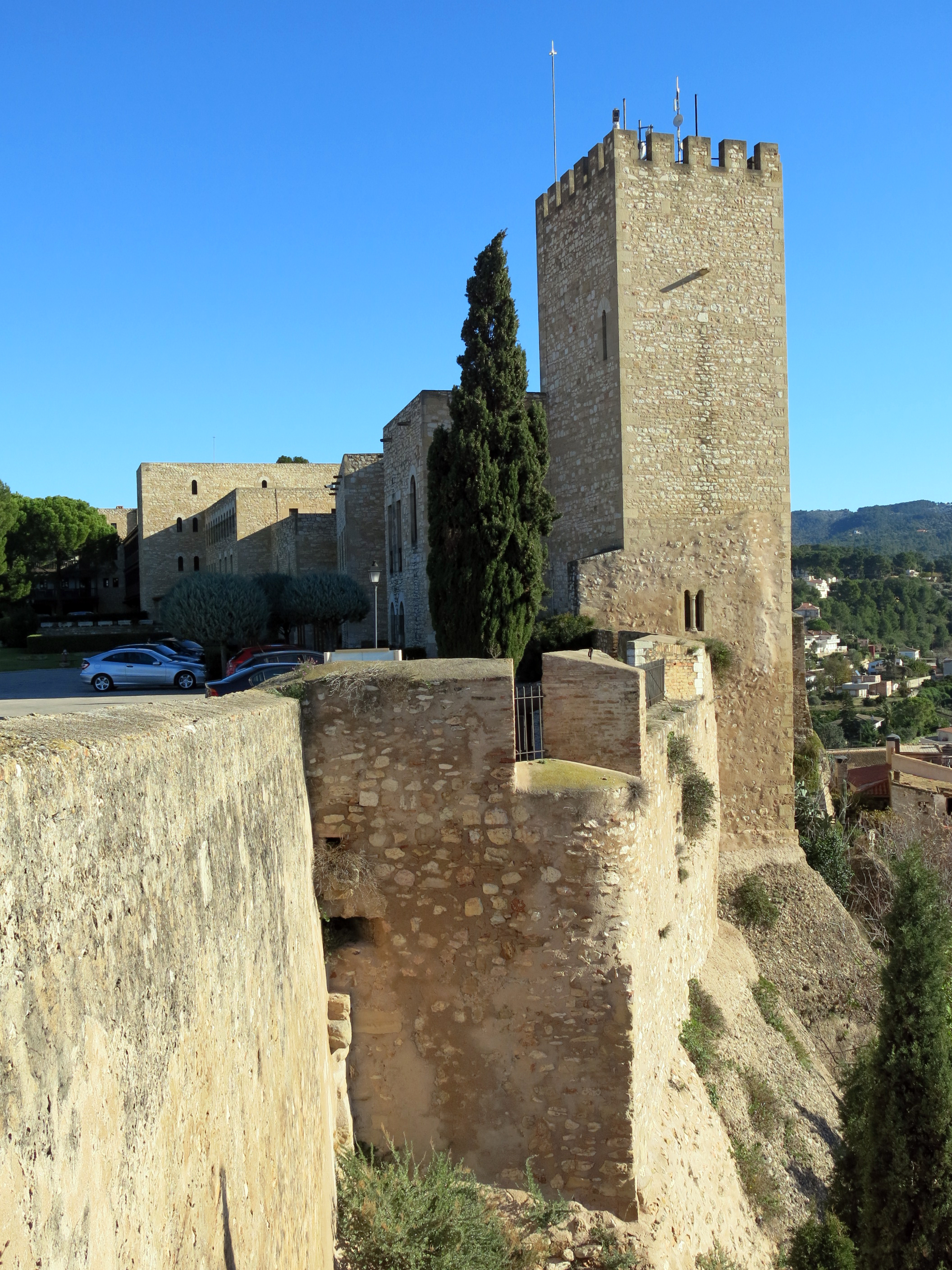
Torre mestra
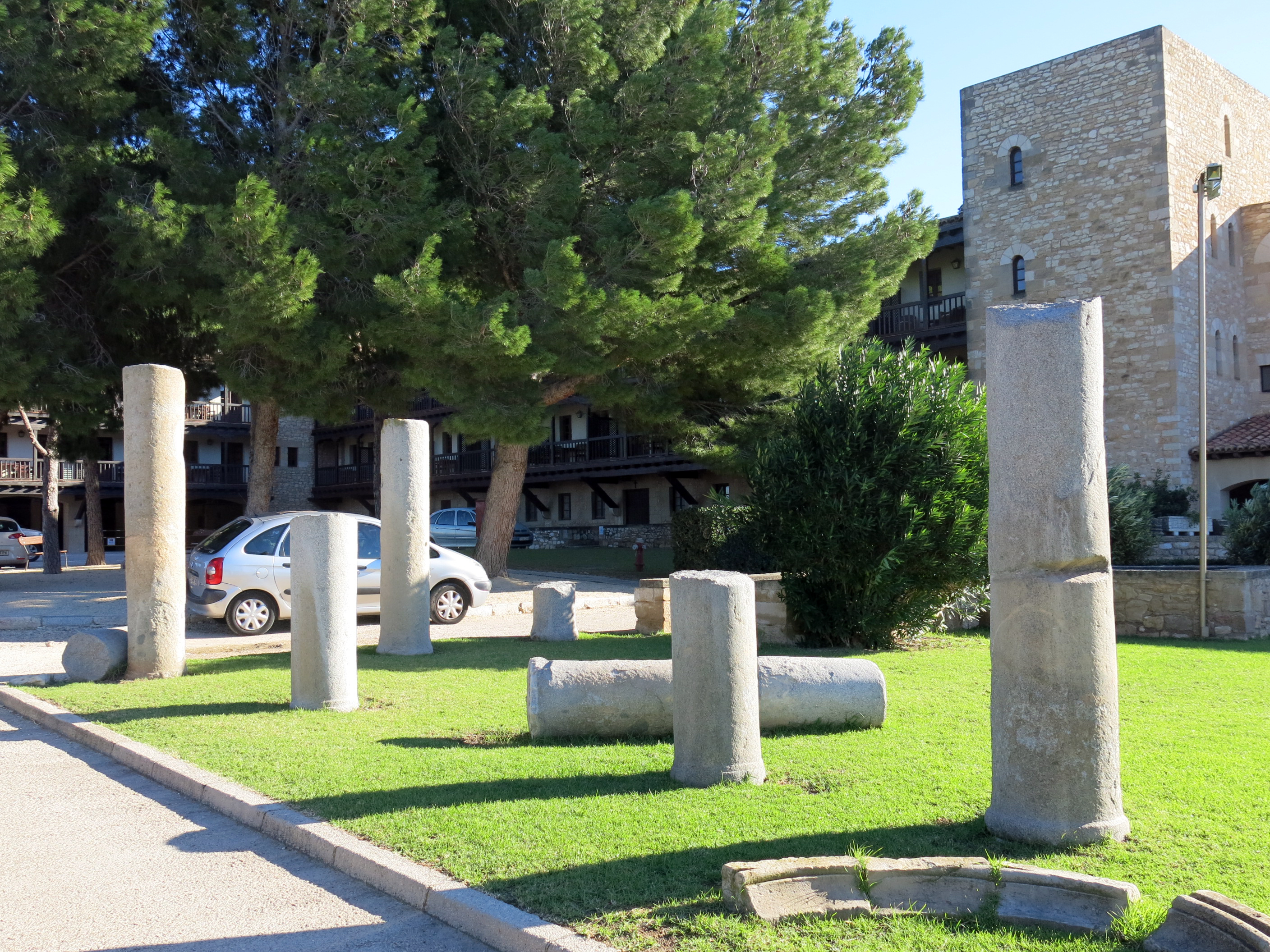
Restes de columnes romanes
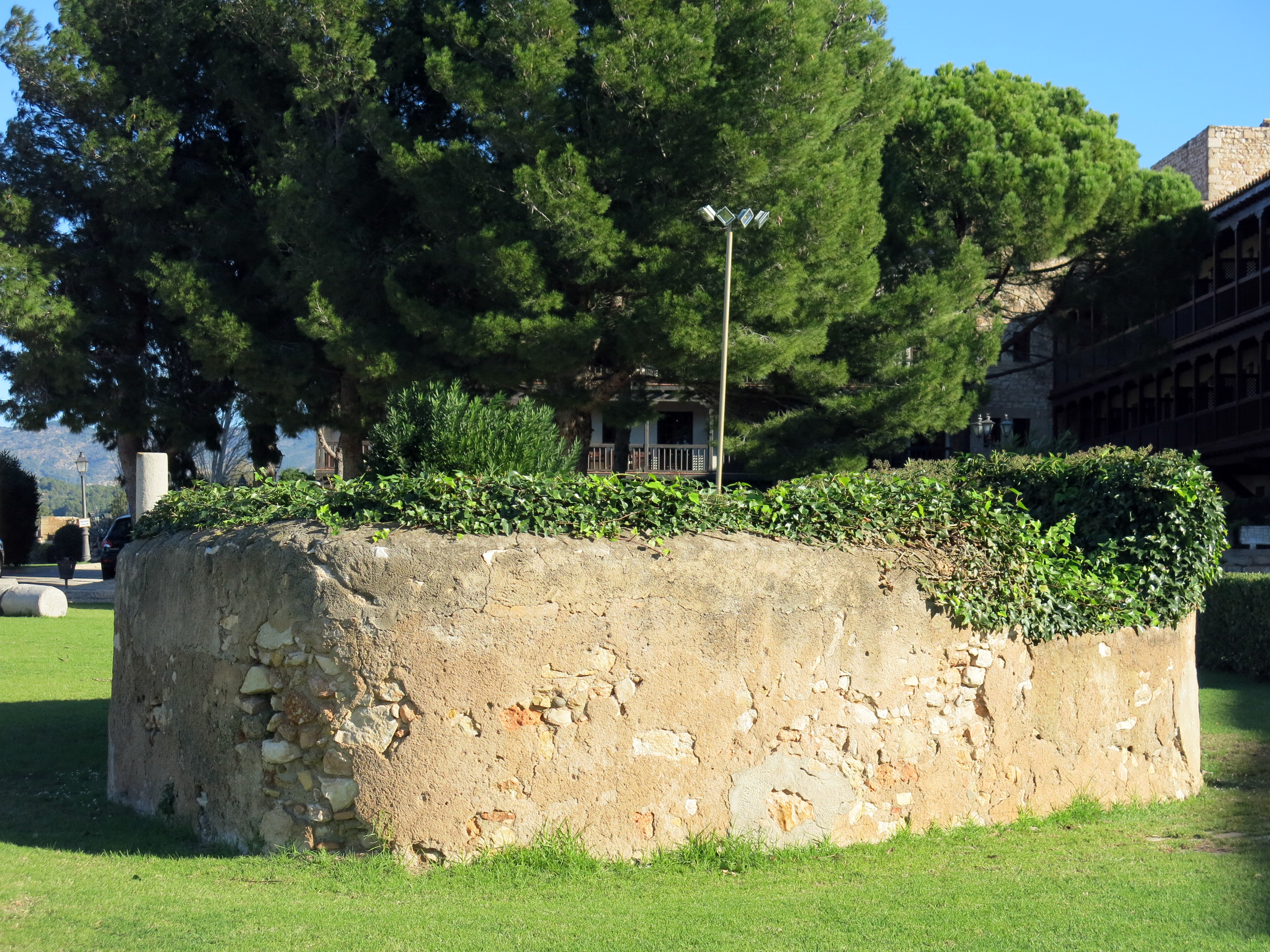
Pou al pati d'armes
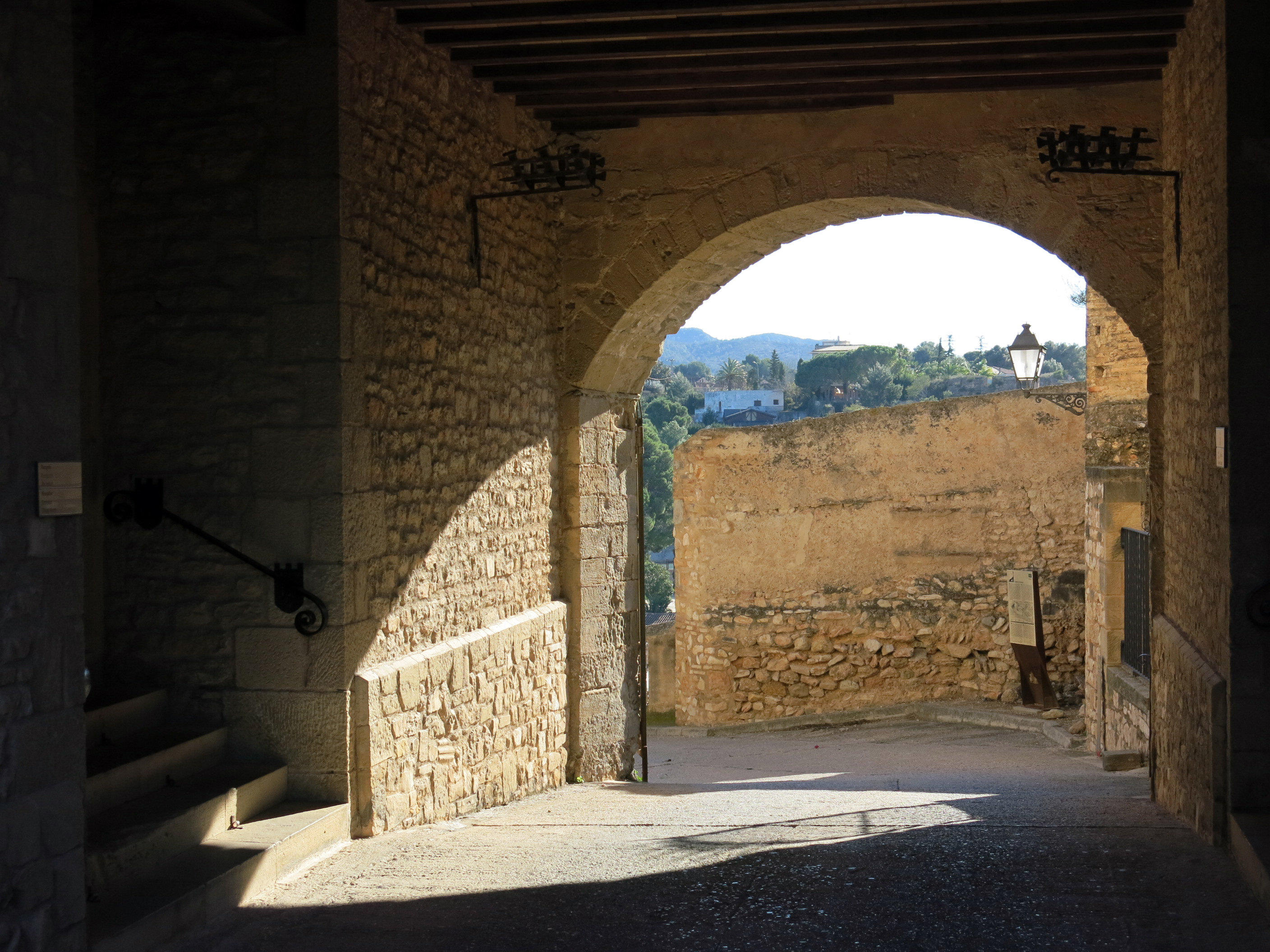
Portal d'entrada

## Vistes de la Suda

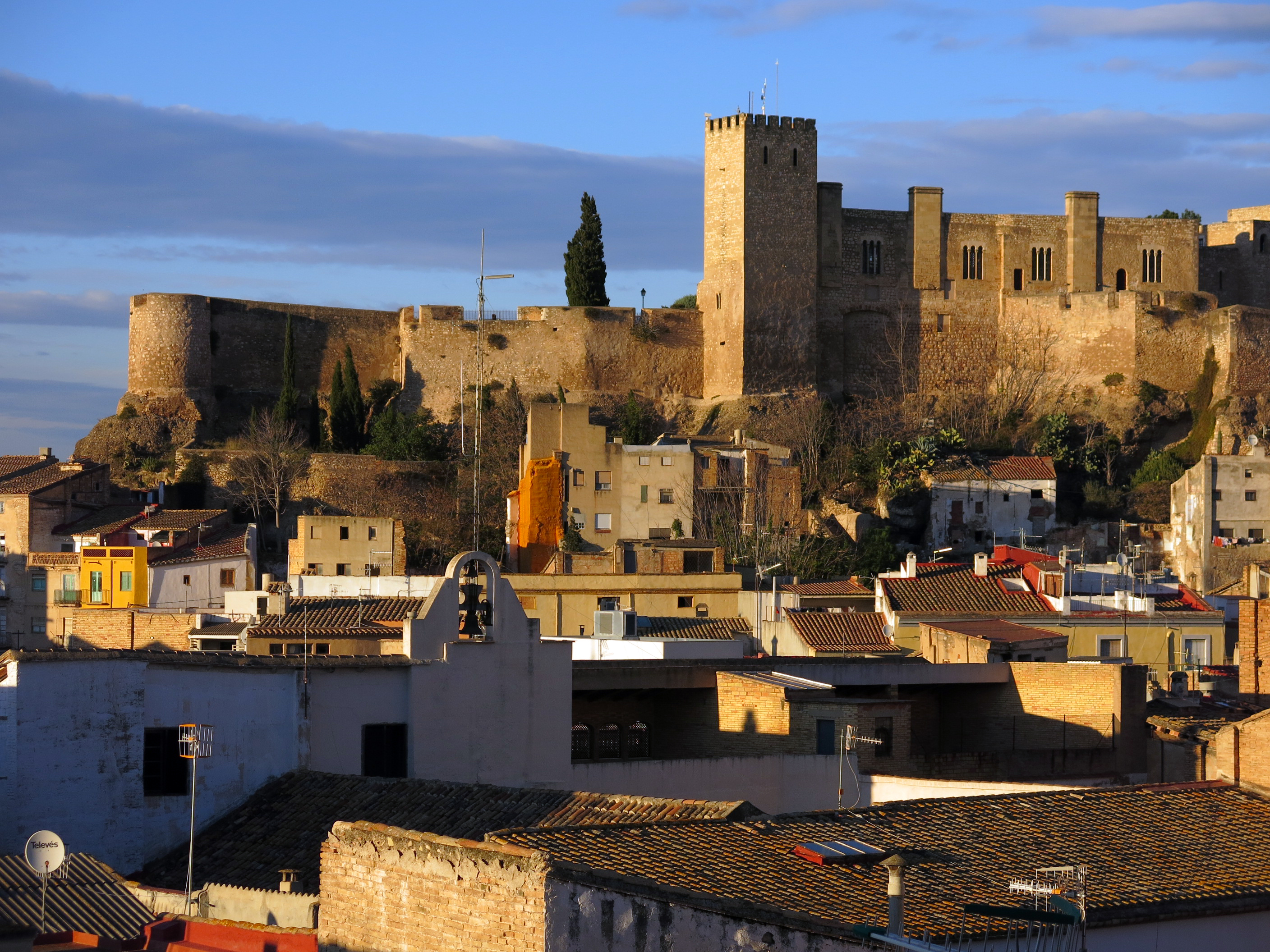
Des del mirador de Sant Tomàs, al barri de Santa Clara
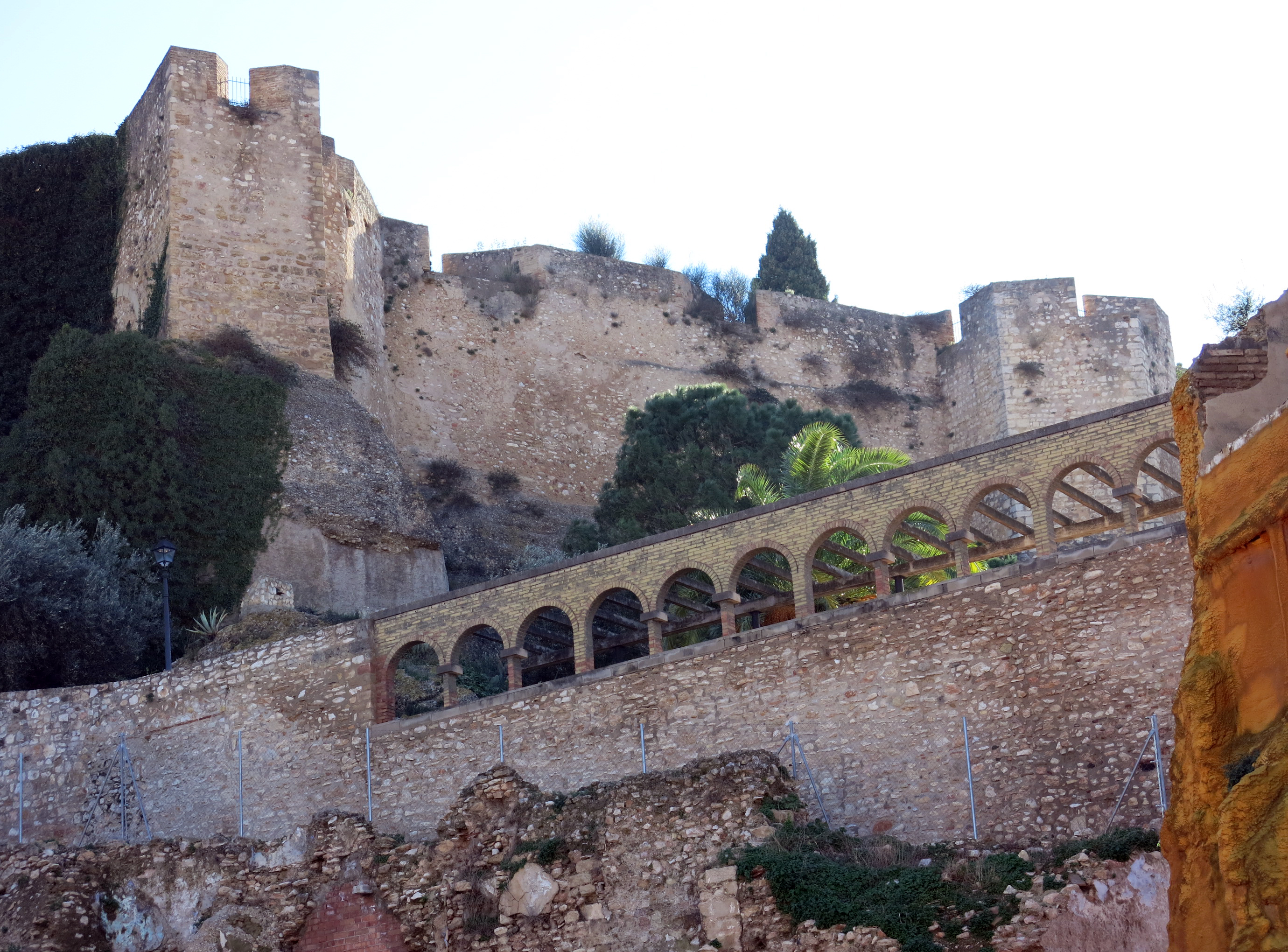
Des de la plaça de Sant Jaume
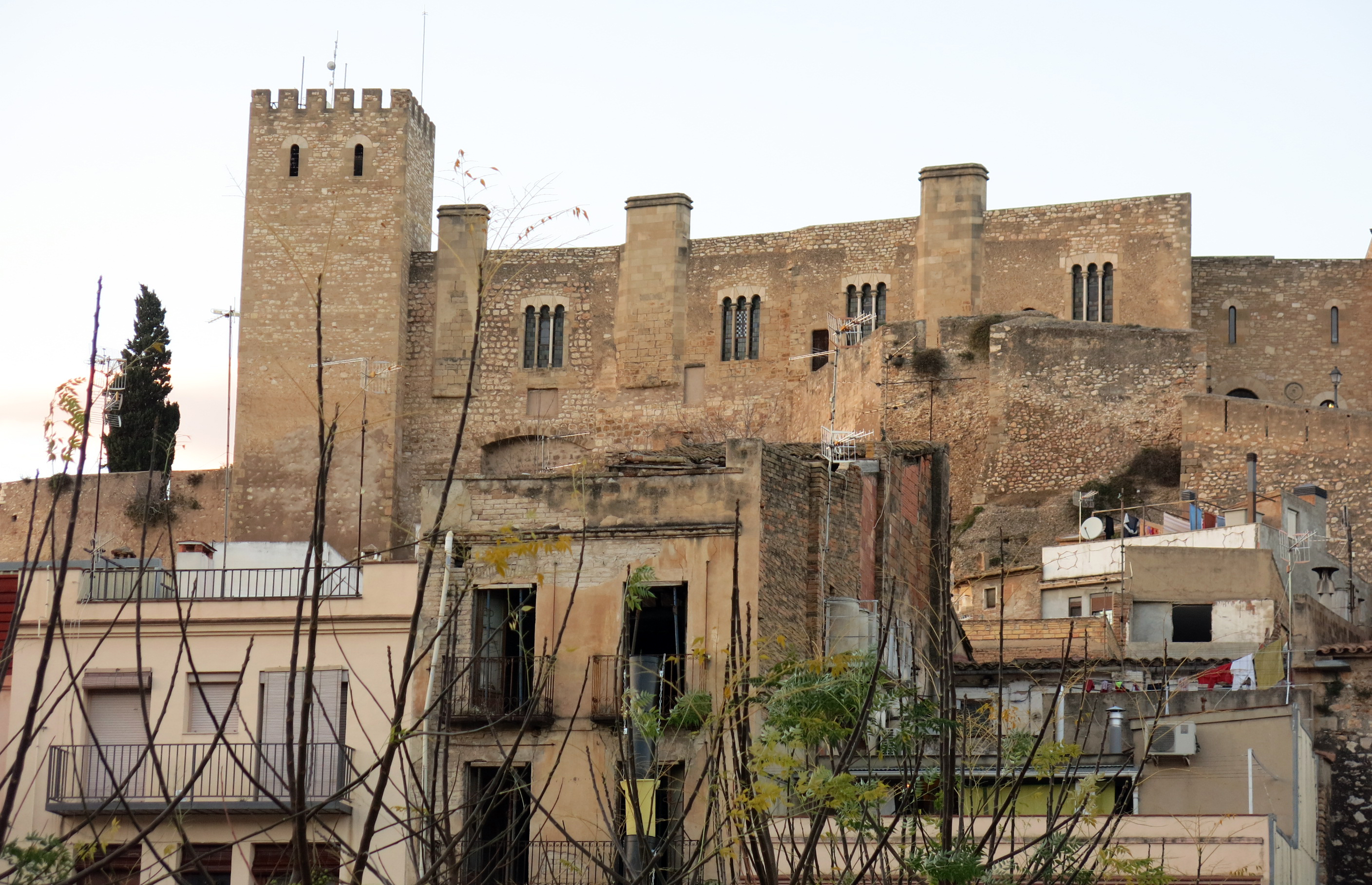
Des de la plaça de Mossèn Sol, al barri del Rastre
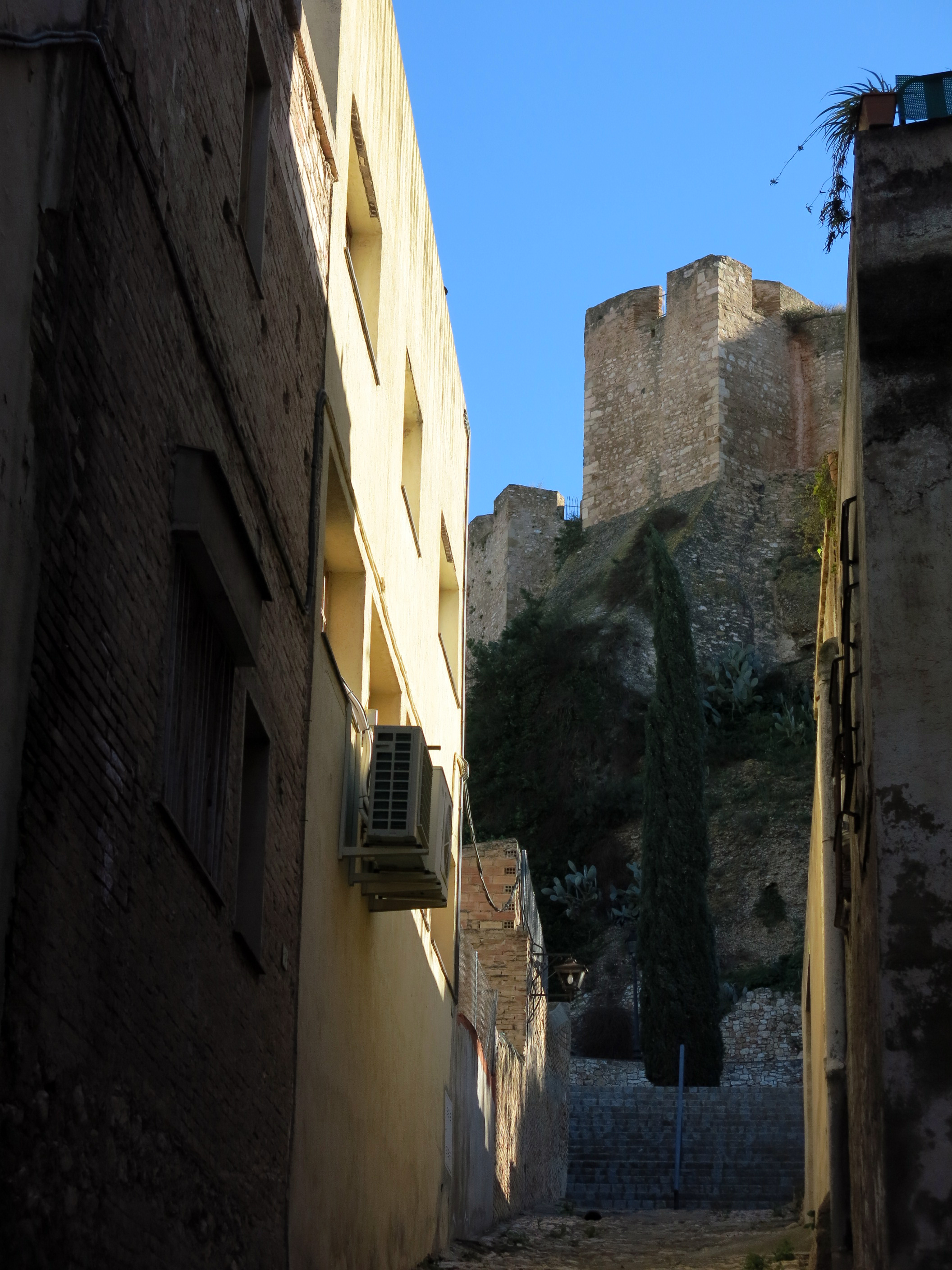
Des del carrer de la Cortadura
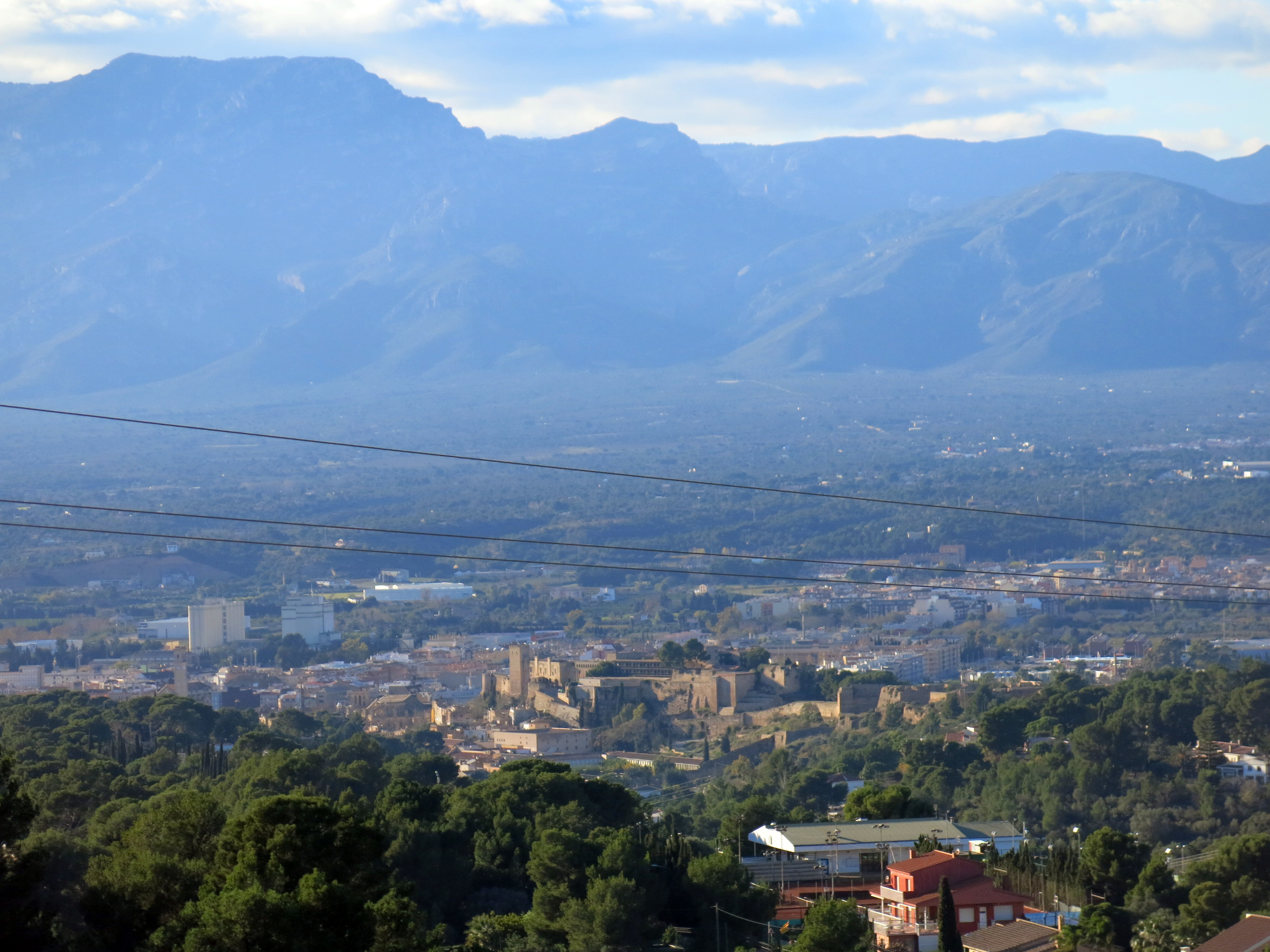
Des del mirador de l'ermita de Mig Camí
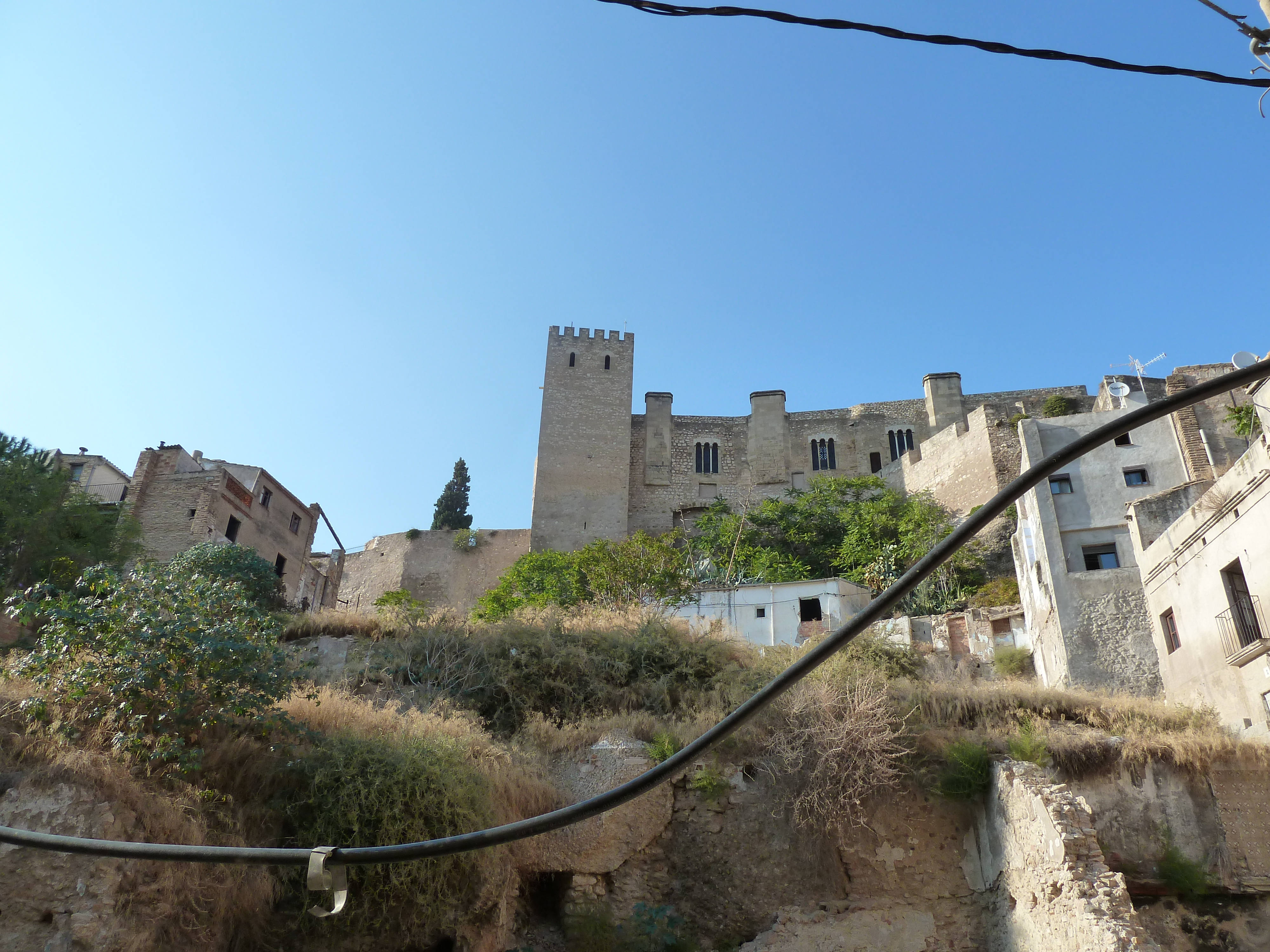
Des del carrer de la Costa dels Capellans
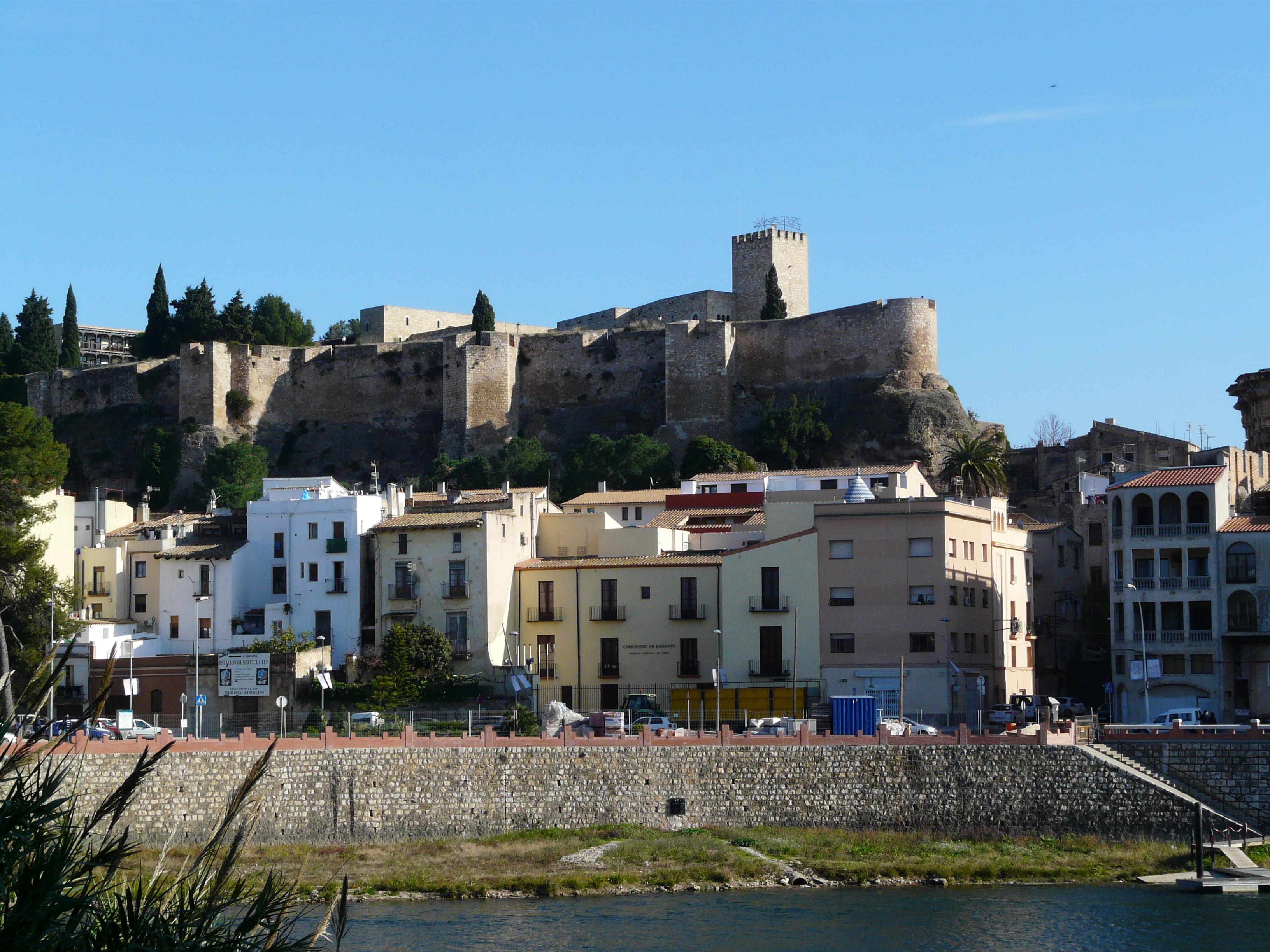
Des de Ferreries, a l'altra banda de l'Ebre
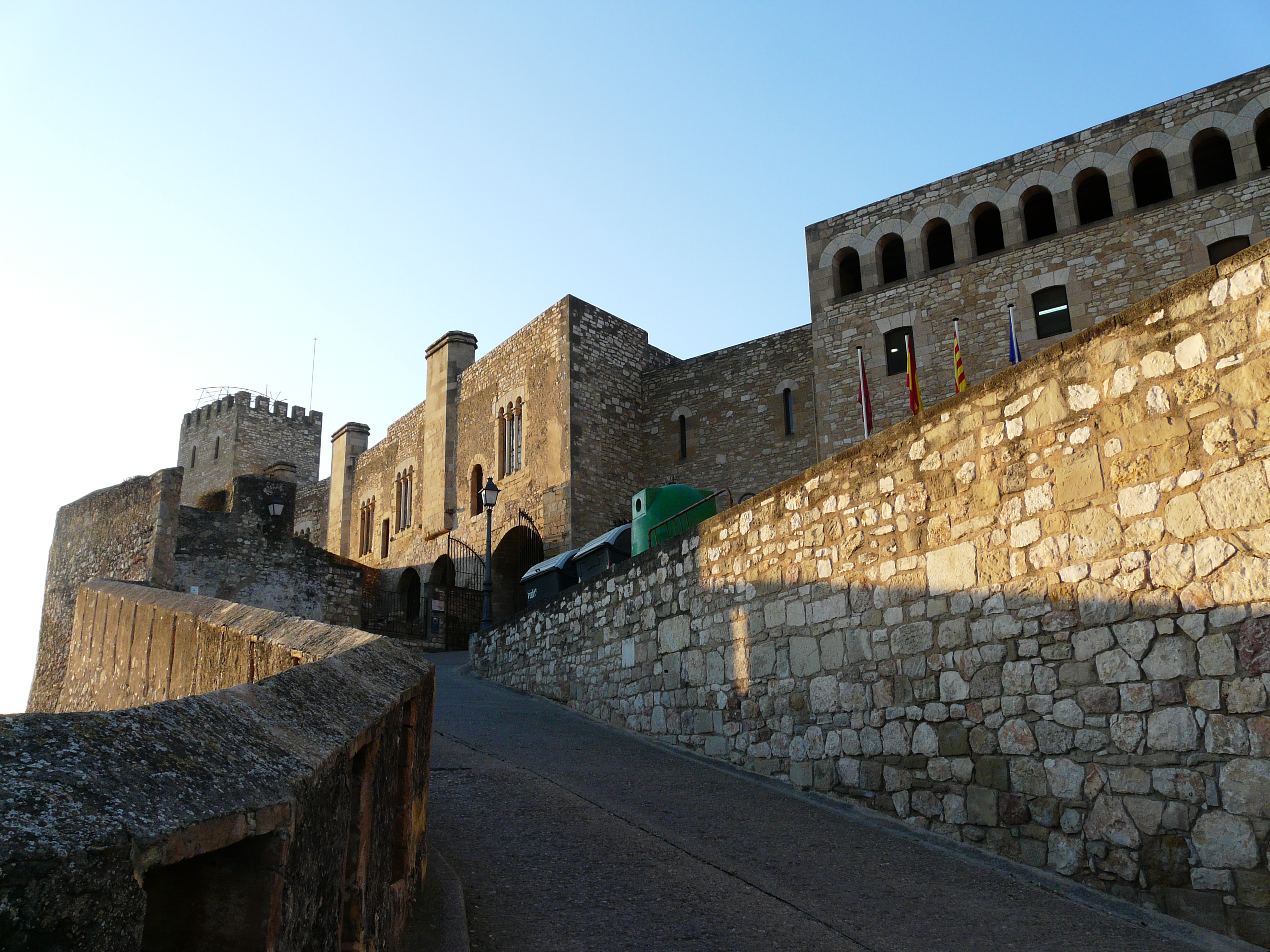
Des de la pujada al Castell